# Wladimer Gegeschidse
Wladimer Gegeschidse (georgisch ვლადიმერ გეგეშიძე; * 10. Februar 1987 in Tiflis) ist ein georgischer Ringer. Er wurde 2013 Vize-Europameister im griechisch-römischen Stil im Mittelgewicht.

## Werdegang
Wladimer Gegeschidse begann 1997 als Jugendlicher mit dem Ringen. Er konzentriert sich dabei auf den griechisch-römischen Stil. Als Mitglied eines Ringerclubs in Tiflis wird er seit 1997 von Otari Tateschwili trainiert. Ringen ist z. Zt. auch sein Beruf.
Seine Laufbahn begann sehr erfolgreich, denn er wurde im Jahre 2002 in Odessa bei seinem ersten Start bei einer internationalen Meisterschaft in der Gewichtsklasse bis 85 kg gleich Junioren-Vizeeuropameister (Altersgruppe Cadets). 2003 gewann in Rostow den Junioren-Europameistertitel (Cadets) vor Ansor Totrow, Russland und im Jahre 2004 in Albena den Junioren-Europameistertitel vor Todor Mihow, Bulgarien. Bei der Junioren-Weltmeisterschaft 2005 in Vilnius konnte er allerdings an diese Erfolge nicht mehr anknüpfen, denn nach einem Sieg über Zoltán Fodor, Ungarn verlor er gegen Cenk İldem, Türkei, womit er ausschied und nur den 12. Platz belegte.
Ab 2006 musste er bei den Senioren an den Start gehen. Es dauerte dann ziemlich lange, bis er sich bei diesen in Georgien in die nationale Spitzenklasse vorgekämpft hatte. Erst im Jahre 2010 wurde er bei einer internationalen Meisterschaft, der Weltmeisterschaft in Moskau, eingesetzt. Dort kam er im Mittelgewicht zu Siegen über Denis Forow, Armenien und Norikatsu Saikawa, Japan und verlor danach gegen Pablo Enrique Shorey Hernandez aus Kuba und Alchazur Oschijew, Kasachstan, womit er auf den 8. Platz kam.
Auch Jahre 2011 war er bei der Weltmeisterschaft am Start. In Istanbul verlor er allerdings im Mittelgewicht gleich seinen ersten Kampf gegen Mélonin Noumonvi aus Frankreich recht deutlich. Da Noumonvi das Finale nicht erreichte, schied er aus und kam nur auf den 32. Platz. Bei der Europameisterschaft 2011 in Belgrad kam er zu Siegen über Melonin Noumonvi und Artur Omarow, Tschechien, verlor dann gegen Christo Marinow, Bulgarien und gegen Viktor Lörincz, Ungarn und belegte den 7. Platz. Im Mai 2012 gelang es ihm, sich bei der letzten sich bietenden Gelegenheit, einem Turnier in Helsinki, durch einen 2. Platz hinter Christo Marinow für die Olympischen Spiele in London zu qualifizieren. In London zeigte er gute Leistungen und siegte gegen Hassan Saman Tahmasebi, Aserbaidschan und Wassyl Ratschyba, Ukraine. Danach verlor er gegen Alan Chugajew aus Russland und in der Trostrunde auch gegen Daniel Gadschijew aus Kasachstan und verpasste damit mit einem 5. Platz knapp die Medaillenränge.
Bei der Europameisterschaft 2013 im heimischen Tiflis gelang es ihm dann, endlich auch bei den Senioren in einer internationalen Meisterschaft eine Medaille zu erringen. Er besiegte in Tiflis im Mittelgewicht Adrian Mocanu, Moldawien, Christo Marinow und Artur Schahinjan aus Armenien und verlor erst im Finale knapp gegen den russischen Altmeister Alexei Mischin (1:2 Runden, 2:4 Punkte). Er wurde damit Vize-Europameister.

## Internationale Erfolge
| Jahr | Platz | Wettbewerb                                    | Gewichtsklasse | Ergebnisse |
| 2002 | 2.    | Junioren-EM (Cadets) in Odessa                | bis 85 kg      | hinter Sadin Muhammed Bakir, Türkei und vor Sergei Maneljan, Russland                                                                                            |
| 2003 | 1.    | Junioren-EM (Cadets) in Rostow                | bis 85 kg      | vor Ansor Totrow, Russland und Alexanders Maculevics, Lettland                                                                                                   |
| 2004 | 1.    | Junioren-EM in Albena                         | Mittel         | vor Todor Mihow, Bulgarien und Edgar Gasparjan, Russland |
| 2005 | 12.   | Junioren-WM in Vilnius                        | Mittel         | nach einem Sieg über Zoltan Fodor, Ungarn und einer Niederlage gegen Cenk Ildem, Türkei                                                                          |
| 2008 | 4.    | Welt-Cup in Szombathely                       | Mittel         | hinter Bradley Vering, USA, Taleb Nariman Nematpour,Iran und Saur Kabregow, Russland                                                                             |
| 2008 | 7.    | Golden-Grand-Prix in Baku                     | Mittel         | Sieger: Schalwa Gadabadse, Aserbaidschan vor Dawit Karchawa, Georgien                                                                                            |
| 2010 | 5.    | Golden-Grand-Prix in Szombathely              | Mittel         | hinter Alexei Mischin, Russland, Melonin Noumonvi, Frankreich, Nenad Žugaj, Kroatien und Akaki Jochadse, Georgien                                                |
| 2010 | 1.    | Golden-Grand-Prix in Tiflis                   | Mittel         | vor Dawit Karchawa, Tigran Sahakjan, Armenien und Andrei Samochin, Kasachstan                                                                                    |
| 2010 | 12.   | Golden-Grand-Prix in Baku                     | Mittel         | Sieger: Taleb Nariman Nematpour vor Schalwa Gadabadse und Oleg Schokalew, Russland                                                                               |
| 2010 | 8.    | WM in Moskau                                  | Mittel         | nach Siegen über Denis Forow, Armenien und Norikatsu Saikawa, Japan und Niederlagen gegen Pablo Enrique Shorey Hernandez, Kuba und Alchazur Oschijew, Kasachstan |
| 2011 | 8.    | Großer Preis von Spanien                      | Mittel         | Sieger: Artur Schahinjan, Armenien vor Damian Janikowski, Polen                                                                                                  |
| 2011 | 8.    | "Wladyslaw-Pytlasinski"-Memorial in Radom     | Mittel         | Sieger: Alan Chugajew vor Alexei Mischin, beide Russland |
| 2011 | 32.   | WM in Istanbul                                | Mittel         | nach einer Niederlage gegen Melonin Noumonvi |
| 2011 | 3.    | "Oleg-Karawajew"-Memorial in Minsk            | Mittel         | hinter Ewgeni Bogomolow und Asamat Bikbajew, beide Russland |
| 2012 | 1.    | "Dan Kolow & Nikola Petrow"-Memorial in Sofia | Mittel         | vor Nikolai Gajriakow, Bulgarien, Saban Karatas, Türkei und Hrach Hovanisjan, Armenien                                                                           |
| 2012 | 7.    | EM in Belgrad                                 | Mittel         | nach Siegen über Melonin Noumonvi und Artur Omarow, Tschechien und Niederlagen gegen Christo Marinow, Bulgarien und Viktor Lörincz, Ungarn                       |
| 2012 | 5.    | Olympia-Qualif.-Turnier in Taiyuan/China      | Mittel         | hinter Habibollah Jomeh Akhlagi, Iran, Nenad Zugaj, Melonin Noumonvi und Adrian Mocanu, Moldawien                                                                |
| 2012 | 2.    | Olympia-Qualif.-Turnier in Helsinki           | Mittel         | hinter Christo Marinow, vor Adrian Mocanu und Dean Van Zyl, Südafrika                                                                                            |
| 2012 | 3.    | Großer Preis von Deutschland in Dortmund      | Mittel         | hinter Kristoffer Johansson, Schweden und Rami Hietaniemi, Finnland                                                                                              |
| 2012 | 5.    | OS in London                                  | Mittel         | nach Siegen über Hassan Saman Tahmasebi und Wassyl Ratschyba, Ukraine, und Niederlagen gegen Alan Chugajew und Daniel Gadschijew, Kasachstan                     |
| 2012 | 11.   | Präsidenten-Cup von Kasachstan in Astana      | Halbschwer     | Sieger: Nikita Melnikow, Russland vor Erulan Iskakow, Kasachstan                                                                                                 |
| 2013 | 3.    | Golden-Grand-Prix in Szombathely              | Mittel         | hinter Peter Bacsi, Ungarn und Rewasi Nadareischwili, Georgien                                                                                                   |
| 2013 | 2.    | EM in Tiflis                                  | Mittel         | nach Siegen über Adrian Mocanu, Christo Marinow und Artur Schahinjan und einer Niederlage gegen Alexei Mischin                                                   |

## Erläuterungen
- alle Wettkämpfe im griechisch-römischen Stil
- OS = Olympische Spiele, WM = Weltmeisterschaft, EM = Europameisterschaft
- Mittelgewicht, Gewichtsklasse bis 84 kg, Halbschwergewicht, bis 96 kg Körpergewicht